# Chip de sonido
Un chip de sonido es un circuito integrado diseñado para producir sonidos. Dicho sonido se puede producir en forma de señal digital, analógica o de modo mixto. Los circuitos integrados de sonido normalmente contienen componentes como osciladores internos, samplers, filtros y amplificadores.

## Generadores de sonido programables
- Atari
  - POKEY

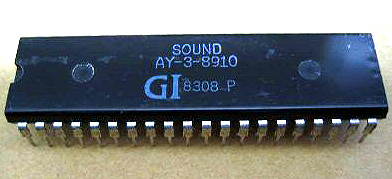
General Instrument AY-3-8910.

  - Television Interface Adapter (TIA)
- General Instrument
  - General Instrument AY-3-8910
  - General Instrument SP0256-AL2
- MOS Technology
  - MOS Technology 6560 / 6561 "VIC"
  - MOS Technology 6581 / 8580 "SID"
  - MOS Technology 7360 / 8360 "TED"
- Nintendo
  - Ricoh 2A03
- Philips
  - Philips SAA 1099
- Texas Instruments
  - Texas Instruments SN76477
  - Texas Instruments SN76489
- Yamaha
  - Yamaha YM2149 (igual que el General Instrument AY-3-8912)
- Hudson Soft
  - Hudson Soft HuC6280

## Síntesis por modulación de frecuencia
- Yamaha

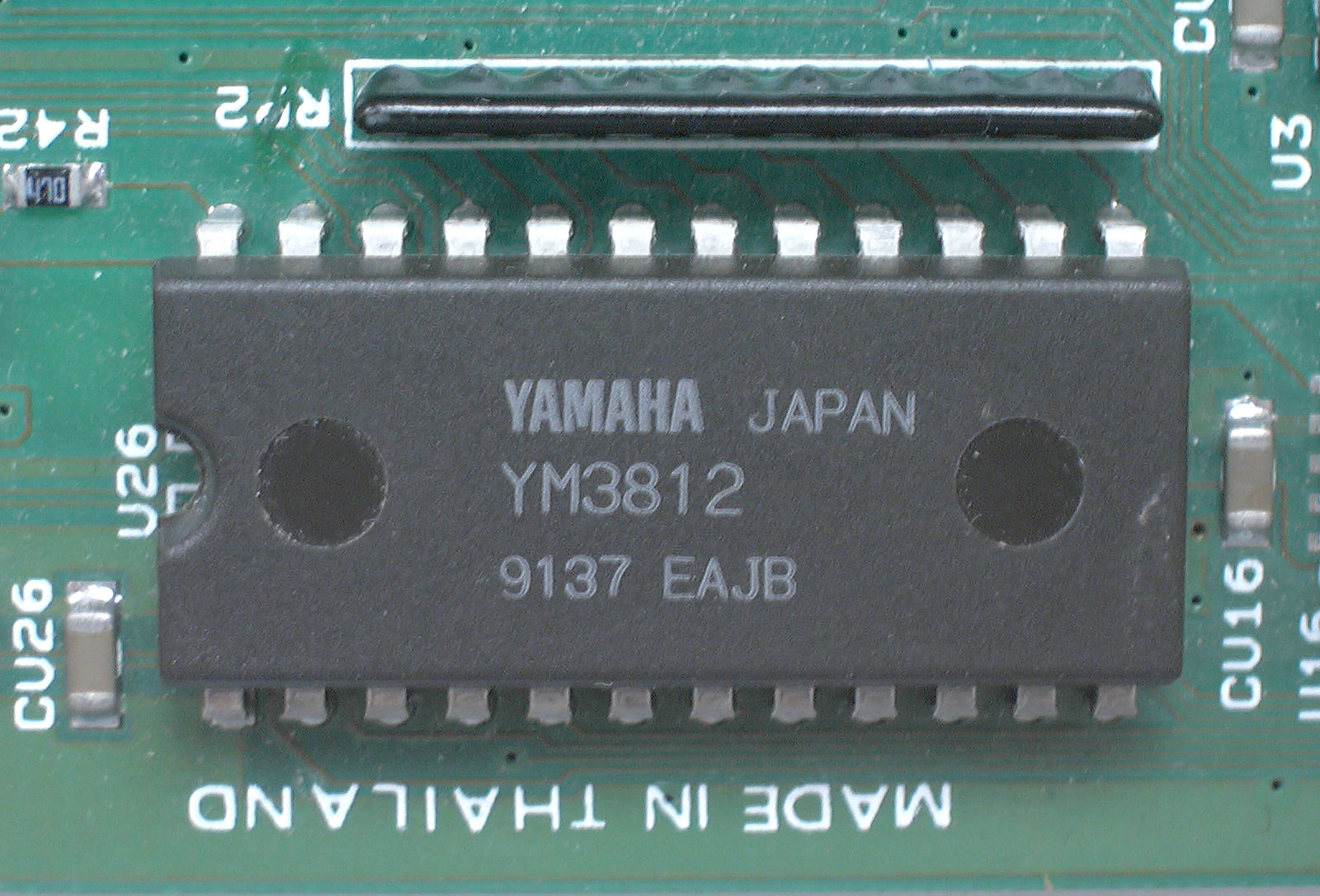
Yamaha YM3812.

  - Operadores de síntesis FM de nivel 2 Yamaha (familia OPL)
    - Yamaha YM3526 and Y8950 (alias OPL, FM Operator Type-L)
    - Yamaha YM3812 (alias OPL2) Usado en la Sound Blaster
    - Yamaha YMF262 (alias OPL3 - tiene también capacidades de nivel 4)
    - Yamaha YM2413 (alias OPLL)

  - Operadores de síntesis FM de nivel 4 Yamaha
    - Yamaha YM2203 (alias OPN)
    - Yamaha YM2608 (alias OPNA)
    - Yamaha YM2612 (alias OPN2)
    - Yamaha YM2610 (alias OPNB)
    - Yamaha YM2151 (alias OPM)
    - Yamaha YM2164 (alias OPP)

## Modulación por impulsos codificados
- MOS Technology 8364 "Paula"
- Sony SPC700 (También utilizado cómo síntesis por tabla de ondas)
- National LMC 1992
- Ricoh RF5C164 (Chip de sonido usado en Sega CD)
- Yamaha YMF292 (Sega Saturn Custom Sound Processor "SCSP")